# Den osynlige mannen (roman)
Den osynlige mannen (originaltitel The Invisible Man) är en science fiction-kortroman från 1897 av H.G. Wells. Boken handlar om vetenskapsmannen Griffin som har hypotesen att om en persons brytningsindex ändras så att det blir exakt samma som luftens, kommer personen att bli osynlig.
Bokens handling är delvis baserad på Platons berättelse om Gyges ring.

## Handling
I den engelska byn Iping väcker det uppståndelse när en främling, senare känd som vetenskapsmannen Griffin, tar in på värdshuset The Coach and Horses. Främlingen är klädd i en lång, kraftig rock, handskar och bredbrättad hatt. Hans ansikte är helt inlindat i bandage, förutom en protetisk näsa, och han bär stora skyddsglasögon. Han begär att få bli lämnad i fred och tillbringar den mesta tiden i sitt rum, där han arbetar med kemiska experiment. Plötsligt börjar mystiska inbrott begås i byn, där de drabbade aldrig kunnat se någon tjuv. Inbrotten och olyckorna ökar, tills slut sätts en polisstapel in för jobbet där han börjar hitta mystiska anteckningar på latin. Han blir sedan känd som den osynlige mannen och dör i slutet av boken.